# Alejandra Chancalay
Alejandra Chancalay es una deportista argentina que compitió en taekwondo. Ganó una medalla en los Juegos Panamericanos de 1995, y dos medallas en el Campeonato Panamericano de Taekwondo en los años 1992 y 1994.

## Palmarés internacional
| Juegos Panamericanos    | Juegos Panamericanos              | Juegos Panamericanos | Juegos Panamericanos |
| Año                     | Lugar                             | Medalla              | Categoría            |
| ----------------------- | --------------------------------- | -------------------- | -------------------- |
| 1995                    | Mar del Plata (Argentina)         | Medalla de plata     | –55 kg               |
| Campeonato Panamericano |                                   |                      |                      |
| Año                     | Lugar                             | Medalla              | Categoría            |
| 1992                    | Colorado Springs (Estados Unidos) | Medalla de oro       | –55 kg               |
| 1994                    | Heredia (Costa Rica)              | Medalla de bronce    | –55 kg               |